# Xã Sugar Creek, Quận Allen, Ohio
Xã Sugar Creek (tiếng Anh: Sugar Creek Township) là một xã thuộc quận Allen, tiểu bang Ohio, Hoa Kỳ. Năm 2010, dân số của xã này là 1.283 người.